# José Benito Serra
José Benito Serra y Juliá (Mataró, 11 marzo 1811 – Benicasim, 8 settembre 1886) è stato un vescovo cattolico spagnolo, missionario benedettino in Australia, fondatore dell'abbazia di New Norcia e della congregazione delle suore oblate del Santissimo Redentore.

## Biografia
Abbracciò la vita religiosa tra i benedettini del monastero di San Martino a Santiago di Compostela e fu ordinato prete: i moti anticlericali del 1835 lo costrinse ad abbandonare la comunità e a esulare in Italia, dove trovò rifugio nell'abbazia di Cava.
Consacrato vescovo di Victoria a Roma nel 1847, si stabilì in Australia, dove fondò la missione di New Norcia.
Nel 1849 fu nominato amministratore temporale di Perth con il titolo di vescovo di Daulia in partibus, ma nel 1862 la Santa Sede accolse la sua rinuncia presentata nel 1859 in seguito a varie difficoltà.
Rientrato in patria e stabilitosi a Madrid, iniziò a dedicarsi a varie opere di apostolato, soprattutto negli ospedali tra le donne ricoverate per malattie veneree. Al fine di aiutare le prostitute a cambiare genere di vita, nel 1864 aprì un rifugio a Ciempozuelos e fondò la congregazione delle suore oblate del Santissimo Redentore.
Nel 1885 si ritirò nel Deserto carmelitano di Las Palmas di Benicasim, dove si spense l'anno seguente.

## Genealogia episcopale e successione apostolica
La genealogia episcopale è:
- Cardinale Scipione Rebiba
- Cardinale Giulio Antonio Santori
- Cardinale Girolamo Bernerio, O.P.
- Arcivescovo Galeazzo Sanvitale
- Cardinale Ludovico Ludovisi
- Cardinale Luigi Caetani
- Cardinale Ulderico Carpegna
- Cardinale Paluzzo Paluzzi Altieri degli Albertoni
- Papa Benedetto XIII
- Papa Benedetto XIV
- Papa Clemente XIII
- Cardinale Bernardino Giraud
- Cardinale Alessandro Mattei
- Cardinale Pietro Francesco Galleffi
- Cardinale Giacomo Filippo Fransoni
- Vescovo José Benito Serra y Juliá, O.S.B.

La successione apostolica è:
- Vescovo Manuel Mercader y Arroyo (1875)